# Korea Południowa na Letnich Igrzyskach Olimpijskich 2004
Koreę Południową na Letnich Igrzyskach Olimpijskich 2004 reprezentowało 264 zawodników (145 mężczyzn, 119 kobiet). Był to 14 start reorezentacji Korei Południowej na letnich igrzyskach olimpijskich. Reprezentacja zdobyła 30 medali.

## Zdobyte medale
| Medal  | Zawodnik | Dyscyplina           | Konkurencja                           | Rezultat                                                        |
| ------ | --- | -------------------- | ------------------------------------- | --------------------------------------------------------------- |
| Złoto  | Im Dong-hyun Jang Yong-ho Park Kyung-mo | Łucznictwo           | mężczyźni drużynowo                   | w finale poknali drużynę Tajpej 251:245 pkt                     |
| Złoto  | Park Sung-hyun | Łucznictwo           | kobiety indywidualnie                 | w finale pokonała Lee Sung-Jin 110:108 pkt                      |
| Złoto  | Lee Sung-jim Park Sung-hyun Yun Mi-jim | Łucznictwo           | kobiety drużynowo                     | w finale pokonały zespół Chin 241:240                           |
| Złoto  | Ha Tae-kwon Kim Dong-moon | Badminton            | gra podwójna mężczyzn                 | w finale pokonali Koreańską parę Lee-Yoo 2:0                    |
| Złoto  | Won Hee-lee | Judo                 | kategoria do 73 kg mężczyzn           | w finale pokonał Rosjanina Witalija Makarowa                    |
| Złoto  | Ryu Seung-min | Tenis stołowy        | gra pojedyncza mężczyzn               | w finale pokonał Chińczyka Wang Hao 4:2                         |
| Złoto  | Moon Dae-sung | Taekwondo            | waga powyżej 80 kg mężczyzn           | w finale pokonał Greka Alexandrosa Nikolaidisa                  |
| Złoto  | Jang Ji-won | Taekwondo            | waga do 57 kg kobiet                  | w finale pokonała Amerykankę Nia Abdallah                       |
| Złoto  | Jung Ji-hyun | Zapasy               | styl klasyczny waga do 60 kg mężczyzn | w finale pokonał Kubańczyka Roberto Monzona                     |
| Srebro | Lee Sung-jin | Łucznictwo           | kobiety indywidualnie                 | w finale przegrała z Park Sung-Hyun 108:110                     |
| Srebro | Shon Seung-mo | Badminton            | gra pojedyncza mężczyzn               | w finale przegrał z Indonezyjczykiem Taufik Hidayat 1:2         |
| Srebro | Lee Dong-soo Yoo Yong-sung | Badminton            | gra podwójna mężczyzn                 | w finale ulegli Koreańskiej parze Ha Tae-kwon-Kim Dong-moon 0:2 |
| Srebro | Kim Dae-eun | Gimnastyka           | wielobój indywidualnie mężczyzn       | 57,811 pkt                                                      |
| Srebro | Oh Yong-ran Moon Kyeong-ha Woo Sun-hee Huh Soon-young Lee Gong-joo Jang So-hee Kim Hyun-ok Kim Cha-youn Oh Seong-ok Huh Young-sook Lim O-kyeong Lee Sang-eun Myoung Bok-hee Choi Im-jeong Moon Pil-hee | Piłka ręczna         | kobiety                               | w finale przegrały z drużyną Danii 36:38                        |
| Srebro | Kim Dae-eun | Judo                 | kategoria do 100 kg mężczyzn          | w finale przegrał z Japończykiem Keji Suzuki                    |
| Srebro | Jin Jong-oh | Strzelectwo          | pistolet dowolny 50 m mężczyzn        | 661,5 pkt                                                       |
| Srebro | Lee Bo-na | Strzelectwo          | trap podwójny kobiet                  | 145 pkt                                                         |
| Srebro | Lee Eun-sil Seok Eun-mi | Tenis stołowy        | gra podwójna kobiet                   | w finale uległy Chińskiej parze Wang / Zhang 1:4                |
| Srebro | Lee Bae-young | Podnoszenie ciężarów | waga do 69 kg mężczyzn                | 342,5 kg                                                        |
| Srebro | Jang Mi-ran | Podnoszenie ciężarów | waga powyżej 75 kg kobiet             | 302,5 kg                                                        |
| Srebro | Mun Ui-je | Zapasy               | styl wolny kategoria do 84 kg         | w finale uległ Amerykaninowi Caelowi Sandersonowi               |
| Brąz   | Lee Kyung-won Ra Kyung-min | Badminton            | gra podwójna kobiet                   | w meczu o 3 miejsce pokonały parę Chińską Zhao / Wei 2:1        |
| Brąz   | Jo Seok-hwan | Boks                 | waga piórkowa mężczyzn                | w półfinale przegrał z Rosjaninem Aleksiejem Tiszczenko         |
| Brąz   | Kim Jung-joo | Boks                 | waga półśrednia mężczyzn              | w półfinale przegrał z Kubańczykiem Lorenzo Aragonem            |
| Brąz   | Yang Tae-young | Gimnastyka           | wielobój indywidualnie mężczyzn       | 57,774 pkt                                                      |
| Brąz   | Choi Min-ho | Judo                 | waga do 60 kg mężczyzn                |                                                                 |
| Brąz   | Lee Bo-na | Strzelectwo          | trap kobiet                           | 83 pkt                                                          |
| Brąz   | Kim Kyung-ah | Tenis stołowy        | gra pojedyncza kobiet                 | w meczu o 3. miejsce pokonała Singapurkę Li Jiawei 4:1          |
| Brąz   | Song Myeong-seob | Taekwondo            | waga do 68 kg mężczyzn                | w walce o 3. miejsce pokonał Brazylijczyka Diogo da Silva       |
| Brąz   | Hwang Kyung-seon | Taekwondo            | waga do 67 kg kobiet                  | w walce o 3. miejsce pokonała Gwatemalkę Heidy Juárez           |